# Jan Erik Ågren
Jan Erik Oscar Ågren, född 23 juli 1944 i Dorotea, är en svensk politiker (kristdemokrat), prost, 1:e vice ordförande för Kristdemokraterna 1985–1992, riksdagsledamot 1991–1994 och 1998–2002 för Västernorrlands läns valkrets, ledamot i Sollefteå kommunfullmäktige 2002–2010 och ersättare där 2010–2012.

## Biografi
Jan-Erik engagerade sig tidigt i den kristdemokratiska rörelsen i Sverige. På 1970-talet satt Jan-Erik i ledningen för KDF, en kristdemokratisk studentförening vid Uppsala universitet.
Efter studier flyttade Jan-Erik norrut och blev 1979 kyrkoherde och prost i Ramsele pastorat. Här blev han kvar till 2006.
Engagemanget i Kristdemokraterna upphörde inte. 1985–1993 var Jan-Erik 1:e vice ordförande i partistyrelsen. Vid valet 1991 valdes Jan-Erik in i riksdagen för Västernorrland och var 1991-1994 ledamot i Försvarsutskottet. Efter ett uppehåll mandatperioden efter återkom Jan-Erik i riksdagen 1998. Under denna period blev det en plats i Utrikesutskottet.
På det lokala planet satt Jan-Erik 2002–2012 i Sollefteå kommunfullmäktige. Åren 2010–2012 var han distriktsordförande i Kristdemokraterna i Västernorrlands län.
Under två kortare perioder under 2009–2010 var Jan Erik ersättare i riksdagen för Liza-Maria Norlin.
Efter denna tid flyttade Jan-Erik till Uppsala och var sedan 2013–2015 ordförande för Kristdemokratiska Seniorförbundet. Ett antal år var Jan-Erik Ågren styrelseledamot i Riksförbundet Pensionärsgemenskaps förbundsstyrelse. Han har även varit vice ordförande i  valnämnden i Uppsala kommun och har haft flera politiska uppdrag inom Svenska kyrkan, däribland har han suttit i såväl stiftsfullmäktige och kyrkomötet.